# 賓宇光
賓宇光（朝鮮語: 빈우광）は、中国宋の文官であり、朝鮮氏族の達城賓氏の始祖である。
中国宋の文科に及第、翰林学士だったが、宋が滅亡する時に秘閣に所蔵されていた貴重な書籍を持って高麗に帰化した。
高麗の学術的発展に大きく貢献し、忠粛王は賓宇光を壽城君に封じた。